# Kreuz (Velden)
Die Kreuz ist ein Gemeindeteil des Marktes Velden im niederbayerischen Landkreis Landshut.

## Lage
Der Weiler Kreuz liegt in der Gemarkung Neufraunhofen knapp vier Kilometer südlich von Velden oberhalb des Altbachs der Großen Vils. Er gehörte seit dem bayerischen Gemeindeedikt von 1818 zur Gemeinde Neufraunhofen, bis diese am 1. Mai 1978 nach Velden eingemeindet wurde.

## Denkmalgeschützte Gebäude

### FilialkircheHeiligste Dreifaltigkeit
Die katholische Filialkirche Heiligste Dreifaltigkeit (Kreuz 3) ist ein spätgotischer Backsteinbau aus der Zeit um 1500. Die Saalkirche ist durch einen umlaufenden Sockel und Dachfries am Chor gegliedert und wird vom Westturm mit Geschossgliederung und Spitzhelm, dessen Turmoberbau aus dem 19. Jahrhundert stammt, überragt. Sie steht mit ihrer Ausstattung unter Denkmalschutz und ist in die Liste der Baudenkmäler in Velden (Vils) sowie in die Liste von Sakralbauten im Landkreis Landshut eingetragen.

### Stadl

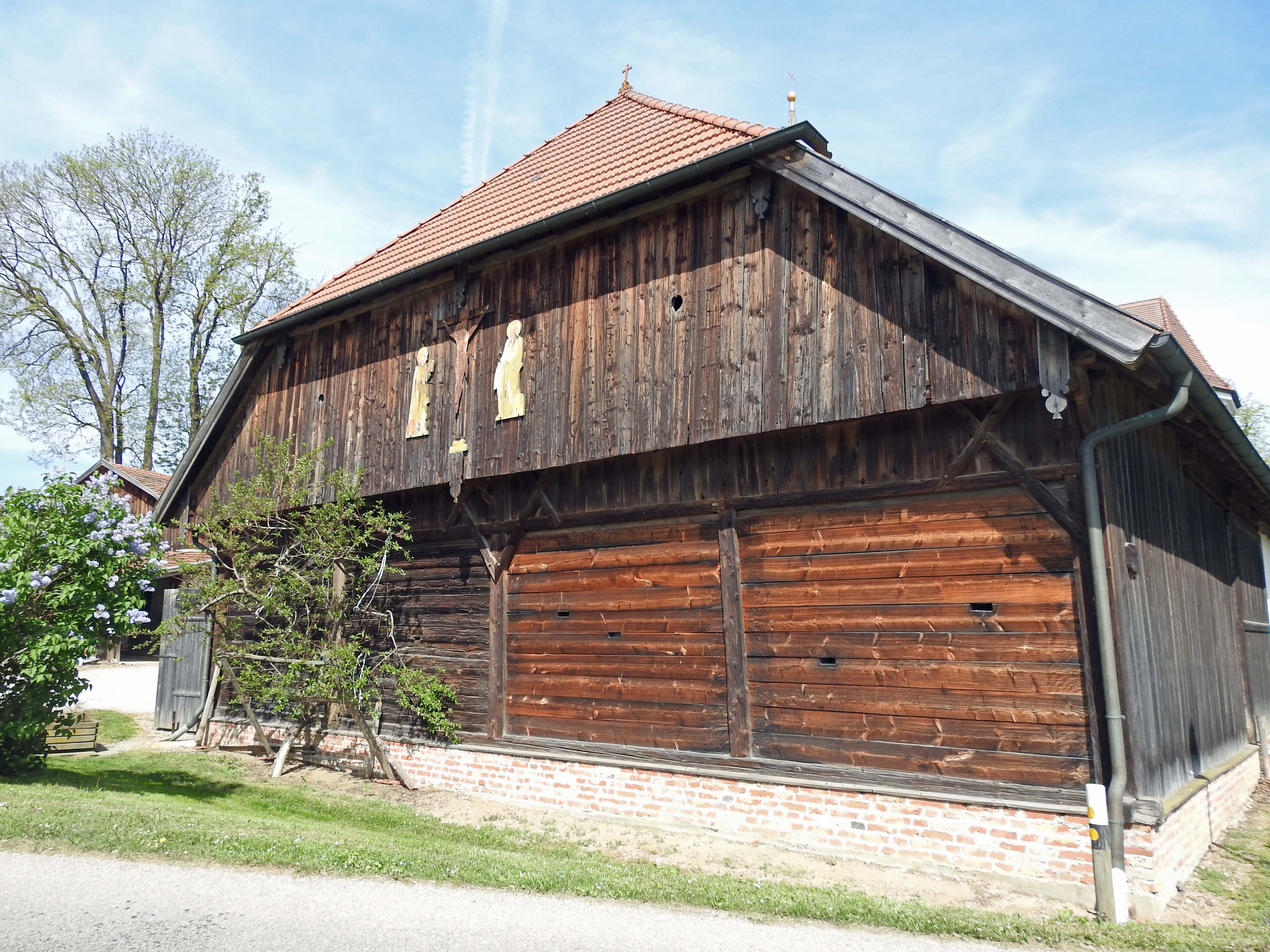
Kreuz 4, Stadel von Süden, 2018

Der Stadel (Kreuz 4) ist ein denkmalgeschützter Ständerbohlenbau mit Bundwerk mit Halbwalmdach aus dem Anfang des 19. Jahrhunderts.

## Bevölkerungsentwicklung
Um 1871 gab es in Kreuz 28 Einwohner. Bis in die Nachkriegszeit des Zweiten Weltkriegs stieg die Bevölkerungszahl vorübergehend auf 51 Einwohner an. Im Mai 1987 lebten dort 28 Einwohner in sechs Wohngebäuden.
| Jahr      | 1871 | 1925 | 1950 | 1970 | 1987 |
| Einwohner | 28   | 40   | 51   | 22   | 28   |